# Gillies (Ontario)
Gillies to gmina (ang. township) w Kanadzie, w prowincji Ontario, w dystrykcie Thunder Bay.
Powierzchnia Gillies to 92,67 km².
Według danych spisu powszechnego z roku 2001 Gillies liczy 522 mieszkańców (5,63 os./km²).